# Rosny-sous-Bois
Rosny-sous-Bois (franskt uttal: [ʁoni su bwɑ]
 ( lyssna)) är en kommun i departementet Seine-Saint-Denis i regionen Île-de-France i norra Frankrike. Kommunen ligger i kantonen Montreuil-1 som tillhör arrondissementet Le Raincy. År 2022 hade Rosny-sous-Bois 45 947 invånare.
Kommunen är en av de östliga förorterna till Paris och ligger 10,1 kilometer från Paris centrum.

## Befolkningsutveckling
| Befolkningsutvecklingen i Rosny-sous-Bois 1968–2021 | Befolkningsutvecklingen i Rosny-sous-Bois 1968–2021 | Befolkningsutvecklingen i Rosny-sous-Bois 1968–2021 | Befolkningsutvecklingen i Rosny-sous-Bois 1968–2021 | Befolkningsutvecklingen i Rosny-sous-Bois 1968–2021 |
| --------------------------------------------------- | --------------------------------------------------- | --------------------------------------------------- | --------------------------------------------------- | --------------------------------------------------- |
|                                                     |                                                     |                                                     |                                                     |                                                     |
| År                                                  |                                                     |                                                     | Folkmängd                                           |                                                     |
| 1968                                                | 1968                                                |                                                     | 30 705                                              |                                                     |
| 1975                                                | 1975                                                |                                                     | 35 784                                              |                                                     |
| 1982                                                | 1982                                                |                                                     | 36 970                                              |                                                     |
| 1990                                                | 1990                                                |                                                     | 37 489                                              |                                                     |
| 1999                                                | 1999                                                |                                                     | 39 105                                              |                                                     |
| 2007                                                | 2007                                                |                                                     | 41 283                                              |                                                     |
| 2015                                                | 2015                                                |                                                     | 44 728                                              |                                                     |
| 2021                                                | 2021                                                |                                                     | 45 655                                              |                                                     |